# 國立成功商業水產職業學校
國立成功商業水產職業學校，簡稱成功商水，是一所位於台灣臺東縣成功鎮的國立商業水產職業學校。創校於1990年，現任校長為邱申寶琪；校地面積為6.8137公頃，為海岸山脈以東唯一的高中。
學校全面實施綜高學程，設有商業服務、觀光事務、餐飲服務、資訊應用、水產養殖、學術社會、學術自然等七學程，供學生選擇。設有棒球隊、獨木舟、原住民舞蹈等特色社團。有學生宿舍。

## 校史
- 1988年1月1日在台東高商成立建校籌備處。
- 1990年年正式成立，校名核定為台灣省立成功商業水產職業學校。原隸屬省立東港海事之蘭嶼分班同時改隸本校，蘭嶼分班於79學年度招收水產製造科學生，校本部因配合校舍興建自80學年度正式招生，開有商業經營科、觀光事業科、漁村家政科、水產養殖科及蘭嶼分班水產製造科共五科。
- 1992年8月蘭嶼分班奉准附設進修補習學校自給自足班。
- 1997年「成功商水」轉型為綜合高中，設有商業、觀光、餐飲、資訊、水產養殖等五大職業學程以及學術學程。
- 1997年蘭嶼分班水產製造科因配合蘭嶼國中改制為完全中學停止招生。
- 2000年2月1日奉教育部令，改名為國立成功商業水產職業學校。

## 外部連結
- 官方网站（繁體中文）
- 國立成功商業水產職業學校在台灣棒球維基館上的頁面（繁體中文）